# Llac Karum
El Llac Karum (també conegut com Llac Assale o Asale) és un llac salat de la Regió Àfar d'Etiòpia. Junt amb el Llac Afrera, és un dels dos llacs salats de la part final nord de la depressió Danakil, trobant-se a -120 m respecte del nivell del mar. El volcà Erta Ale es troba al sud-oest del llac.

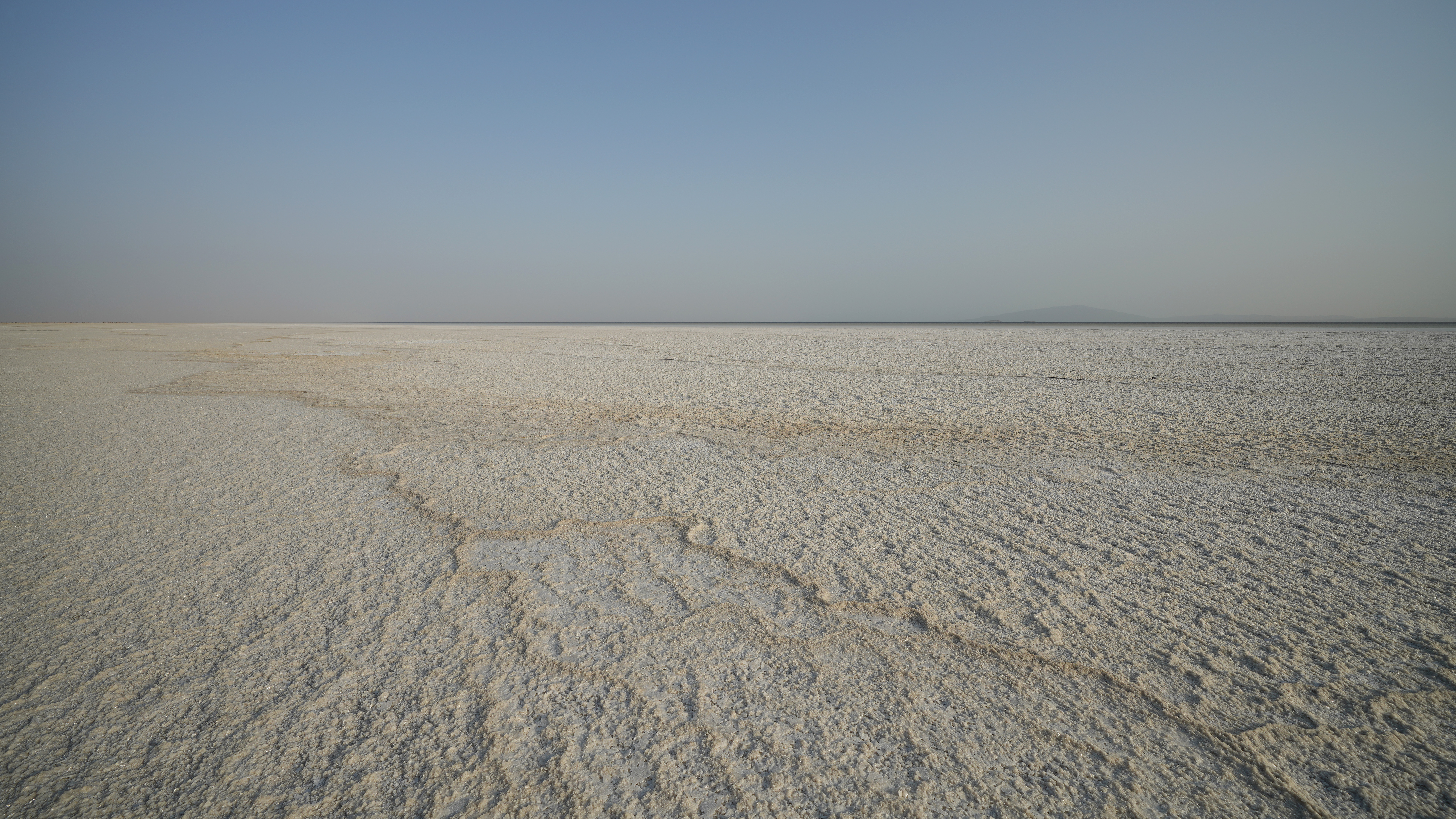
Plana de sal al Llac Karum

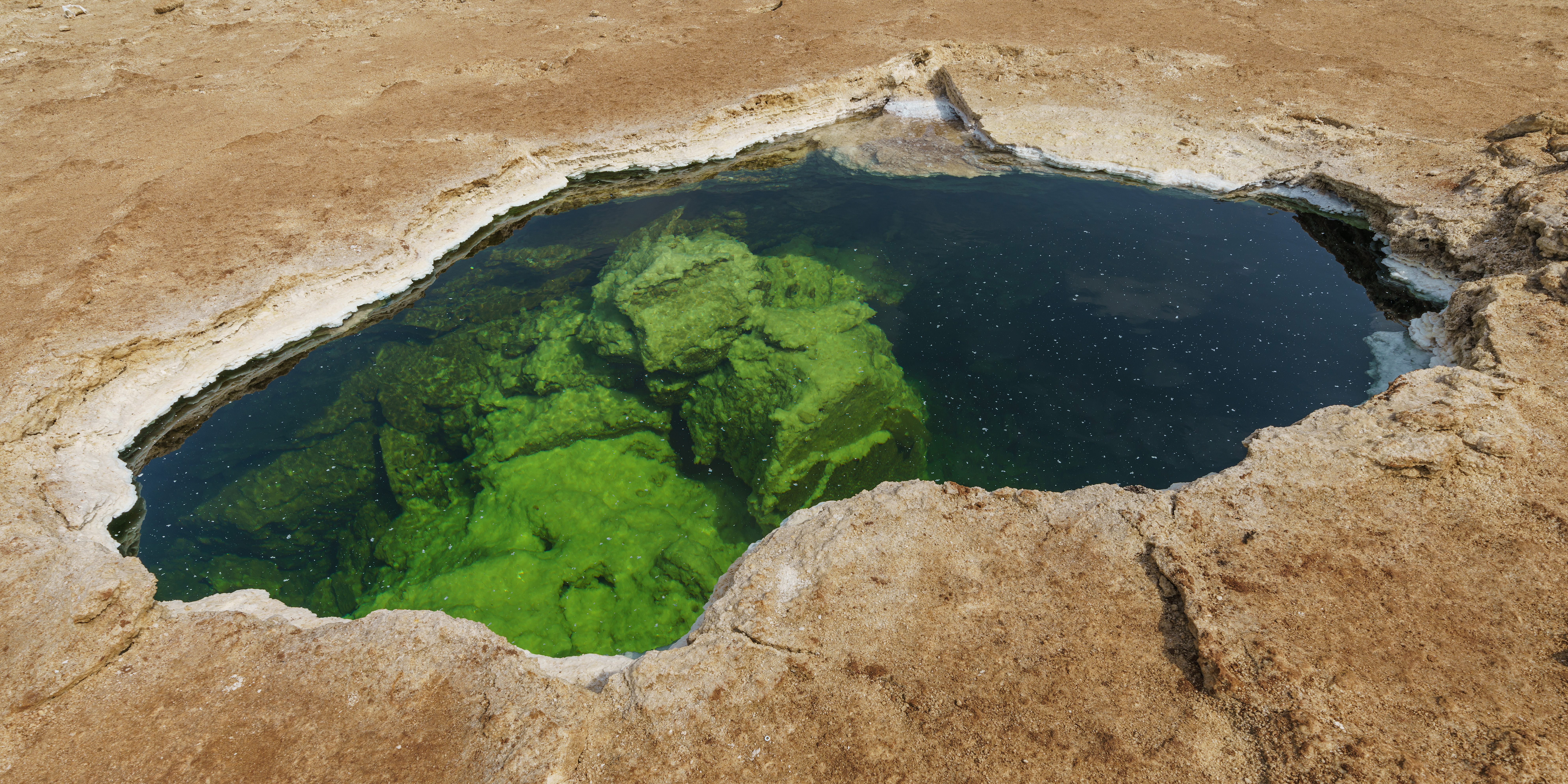
Aigua de Llac Karum visible a través d'un forat a la superfície de sal

Werner Munzinger, travessant la Depressió d'Àfar el 1867, va observar que el llac era alimentat per quatre corrents: el Didic, l'Ala, el Rira Guddy, i el Ragali o Awra, el qual és l'únic corrent permanent fluint cap al Llac Karum.
Al nord del Llac Karum es trobava el poblament miner de Dallol. El llac és extremadament salat i és envoltat per un llac sec, el qual és encara utilitzat com a mina. La sal és transportada per caravana a la resta del país.

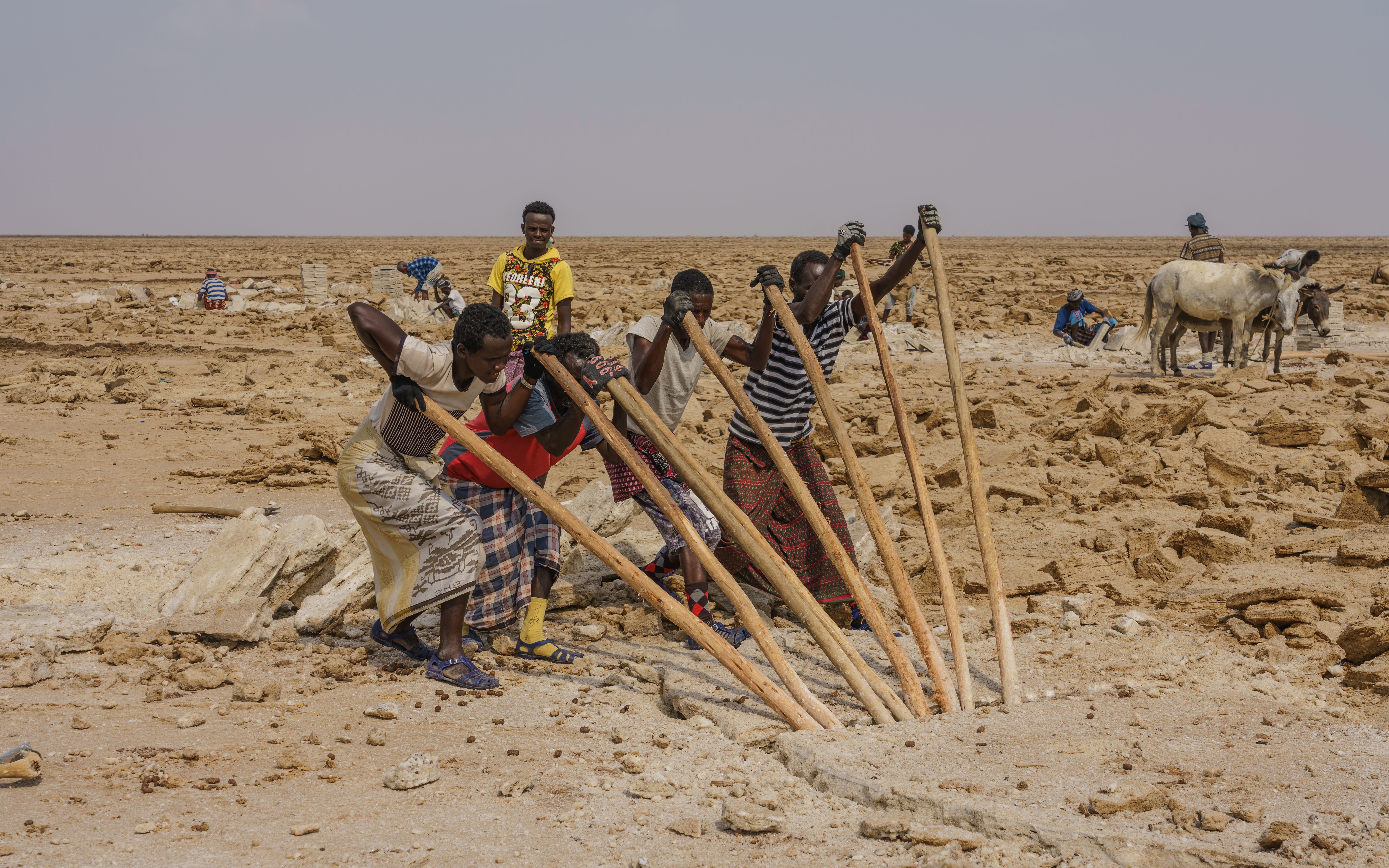
Minaires de sal treballant

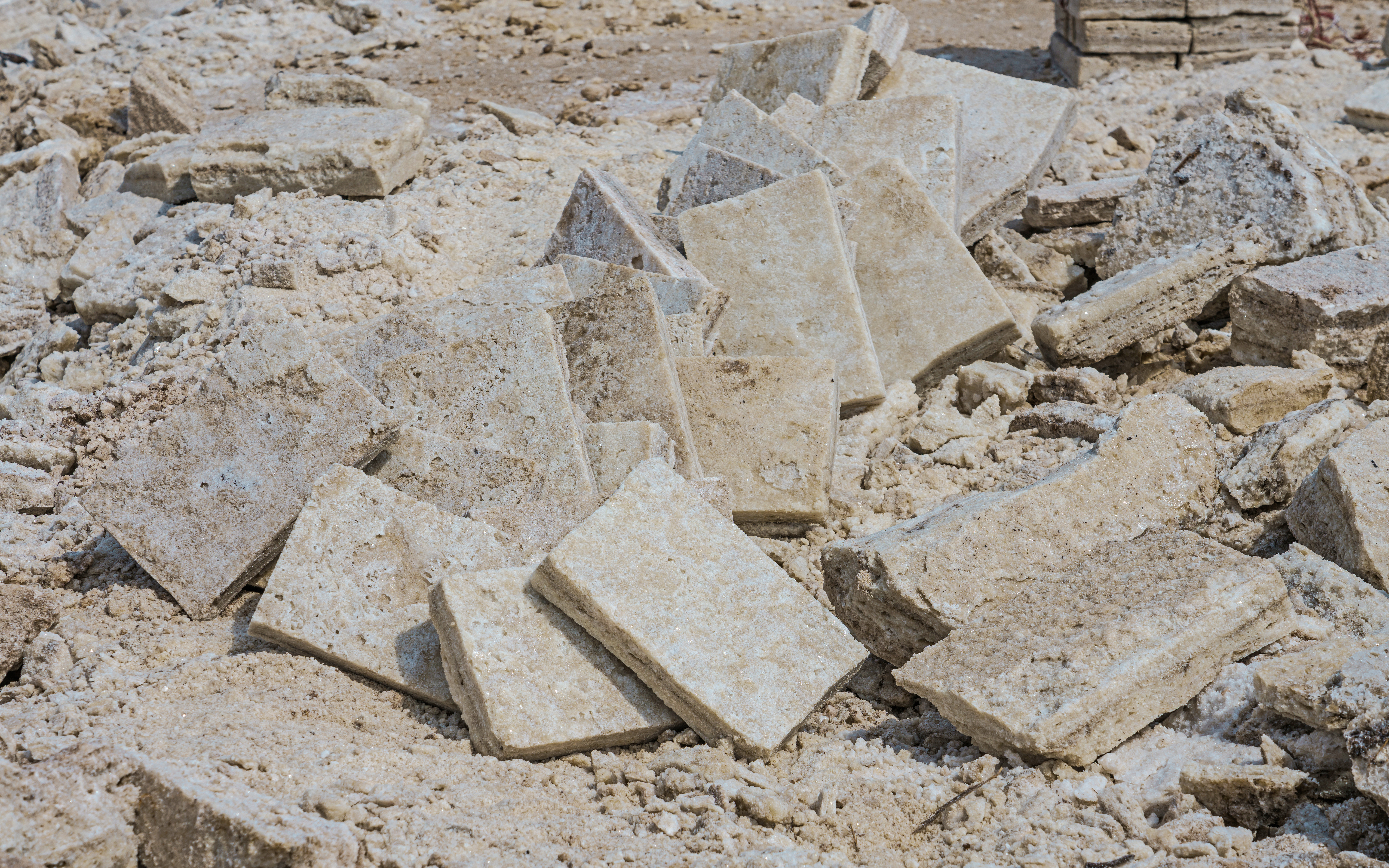
Sal processada

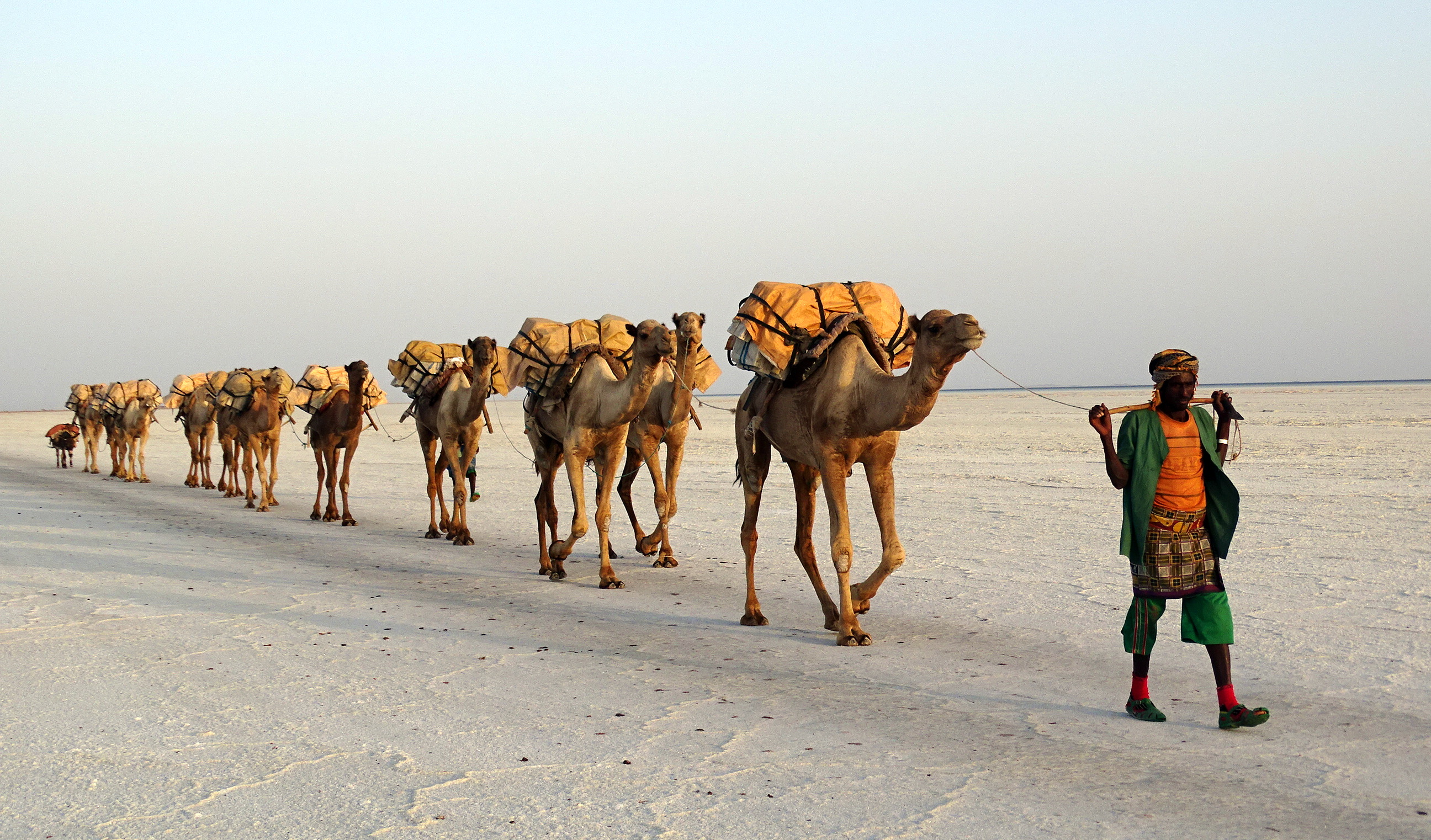
Transport de sal per una caravana de camells